# Старый Кумляк
Старый Кумляк (Малые Житари) — село в Пластовском районе Челябинской области, входит в состав Демаринского сельского поселения.

## География
Село находится в лесостепной части региона. Протекает река Кумляк, запруженная на северо-западной окраине селения.
Уличная сеть состоит из двух географических объектов: ул. Механизаторов и ул. Центральная.
Абсолютная высота 284 метра над уровнем моря
.

## Население
| 2002 | 2010 |
| ---- | ---- |
| 178  | ↘151 |

## Инфраструктура
Спортивно-досуговый центр (улица Центральная, 21)

## Транспорт
Конечный пункт автодороги «Кукушка — Старый Кумляк» (идентификационный номер 74 ОП РЗ 75К-370) длиной 5,85 км и начальная точка автодороги «Старый Кумляк — Новый Кумляк» (идентификационный номер 74 ОП РЗ 75К — 371) длиной 3,5 км.